# IC 1965
IC 1965 — галактика типу SBc () у сузір'ї Сітка.
Цей об'єкт міститься в оригінальній редакції індексного каталогу.